# Cercle international
Le Cercle international est situé à Vichy (France).

## Localisation
L'immeuble est situé sur la commune de Vichy, au 2 rue Sornin, dans le département de l'Allier, en région Auvergne-Rhône-Alpes.

## Description
Il s'agit d'un des six casinos de Vichy à la Belle Époque. Créé en 1879, il devint l'une des plus célèbres maisons de jeux de France, dévolue aux courses, concours hippiques et tir aux pigeons, avant de disparaître en 1910. Le bâtiment de style néo-Renaissance fut complètement modifié. La coupole est une grande structure barlongue soutenant une verrière par l'intermédiaire de voussures revêtues de papier peint signé Louis Bardey. Les petits plafonds peints présentent fruits, guirlandes, putti, dragons et arabesques.

## Histoire
L'édifice est inscrit partiellement au titre des monuments historiques par arrêté du 25 octobre 2007.

## Protection
Éléments protégés : les plafonds ornés situés au premier étage du casino.